# Gary Ablett (football australien, 1984)
Pour les articles homonymes, voir Gary Ablett et Ablett.
Gary Ablett Jr est un joueur australien de football australien, né le 14 mai 1985 à Modewarre (près de Moriac, dans l'État de Victoria). Il effectue une grande partie de sa carrière aux Geelong Cats, de ses débuts en 2002 jusqu'en 2010, puis au Gold Coast Football Club depuis 2011.
Considéré comme l'un des meilleurs footballeurs, il a notamment remporté cinq fois le Leigh Matthews Trophy (en) (un record) et a remporté l'Australian Football League avec Geelong en 2007 et 2009.